# 1244
سنة 1244 كانت سنة كبيسة تبدأ يوم الجمعة (الرابط يظهر نموذج التقويم الكامل للسنة) من التقويم اليولياني.

## أحداث
- تأسيس مدينة ميخالوفتسى وتقع حاليا في سلوفاكيا.
- مارس: نهاية حصار مونسيجور والذي بدأ في مايو 1243.
- الكاثاريون في مونسيغور جنوب غرب فرنسا يستسلمون بعد حصار دام تسعة أشهر.
- حصار بيت المقدس وبداية الحملة الصليبية السابعة.
- 26 مارس_حسب معاهدة ألميرا، وصل ملك خايمي الأول وأمير ألفونسو العاشر إلى اتفاق على غزو أراضي المسلمين التي مازالت تحتاج إلى فتحها.[1]
- 22 مايو_يأخذ خايمي الأول حصن المسلمين في مدينة جانتيا( Janita)بعد أشهر من الحصار.[2] تبع هذا النجاح السيطرة على بيار لاحقا في نفس العام.[3]
- خايمي الأول استعاد ألتيا،إسبانيا.
- الكاثاريون في مونسيغور جنوب غرب فرنسا يستسلمون بعد حصار دام تسعة أشهر.
- حصار بيت المقدس وبداية الحملة الصليبية السابعة.

## مواليد
- إرفين فون شتاينباخ.
- ابن الفوطي.
- يوحنا الثاني والعشرون.

## وفيات
- ابن أبي الدم.
- المظفر محمود بن محمد.
- جروفيد أب لولين فاور.
- محمد بن عبد الحق.
- الرفيع الجيلي.